# Emilio Lozoya Austin
Emilio Ricardo Lozoya Austin, född 9 december 1974, är en mexikansk företagsledare som är vd för det statliga petroleumbolaget Pemex (Petróleos Mexicanos) sedan 30 november 2012. Han har varit bland annat analytiker till centralbanken Banco de México och för flera sociala projekt med fokus mot allmännyttiga bostadsföretag i både Mexiko och Senegal.
Han avlade en kandidatexamen i företagsekonomi vid Instituto Tecnológico Autónomo de México, en juristexamen vid Universidad Nacional Autónoma de México och två master i globalisering respektive offentlig förvaltning vid Harvard University.
Austin är son till Emilio Lozoya Thalmann, som var Mexikos energi- och gruvminister mellan 1993 och 1994.